# Irena Sandecka
Irena Leonia Sandecka (ur. 1 kwietnia 1912 w Humaniu, zm. 25 marca 2010 w Krzemieńcu) – polska poetka, nauczycielka, pracownik naukowy Liceum Krzemienieckiego, działaczka społeczna i katolicka, od 1942 mieszkająca i działająca w Krzemieńcu.

## Życiorys
W czasie II wojny światowej pracowała w Powiatowej Delegaturze Rządu w Krzemieńcu. Zajmowała się m.in. pomocą Polakom atakowanym przez nacjonalistów ukraińskich. Uratowała od zagłady jedną z wsi organizując dla mieszkańców eskortę złożoną z niemieckich żołnierzy. Wywiozła z zagrożonego rzeziami Krzemieńca do Krakowa kilkadziesiąt polskich dzieci uratowanych z pogromów (ich rodzice zginęli w rzezi wołyńskiej).
Po wojnie pozostała w Krzemieńcu, została aresztowana przez NKWD, ale wkrótce zwolniona. Do 1969 r. pracowała jako laborantka w służbie zdrowia. Czynnie uczestniczyła w życiu miejscowego Kościoła katolickiego oraz prowadziła tajne nauczanie polskich dzieci. Opracowała w tym celu ręcznie napisany i ilustrowany „Elementarz Krzemieniecki”. Dzięki jej staraniom w Krzemieńcu przetrwało prężne środowisko polskie.
Po rozpadzie ZSRR była jedną z założycielek Towarzystwa Odrodzenia Kultury Polskiej im. Juliusza Słowackiego.
W 2008 r. odznaczona Krzyżem Kawalerskim Orderu Odrodzenia Polski.
Zmarła 25 marca 2010 w wieku niespełna 98 lat.
W 2016 otrzymała pośmiertnie nagrodę Kustosz Pamięci Narodowej.